# 1902 en France
Chronologie de la France
- 1898
- 1899
- 1900
- 1901
- 1902
- 1903
- 1904
- 1905
- 1906

Cette page concerne l'année 1902 du calendrier grégorien

## Événements

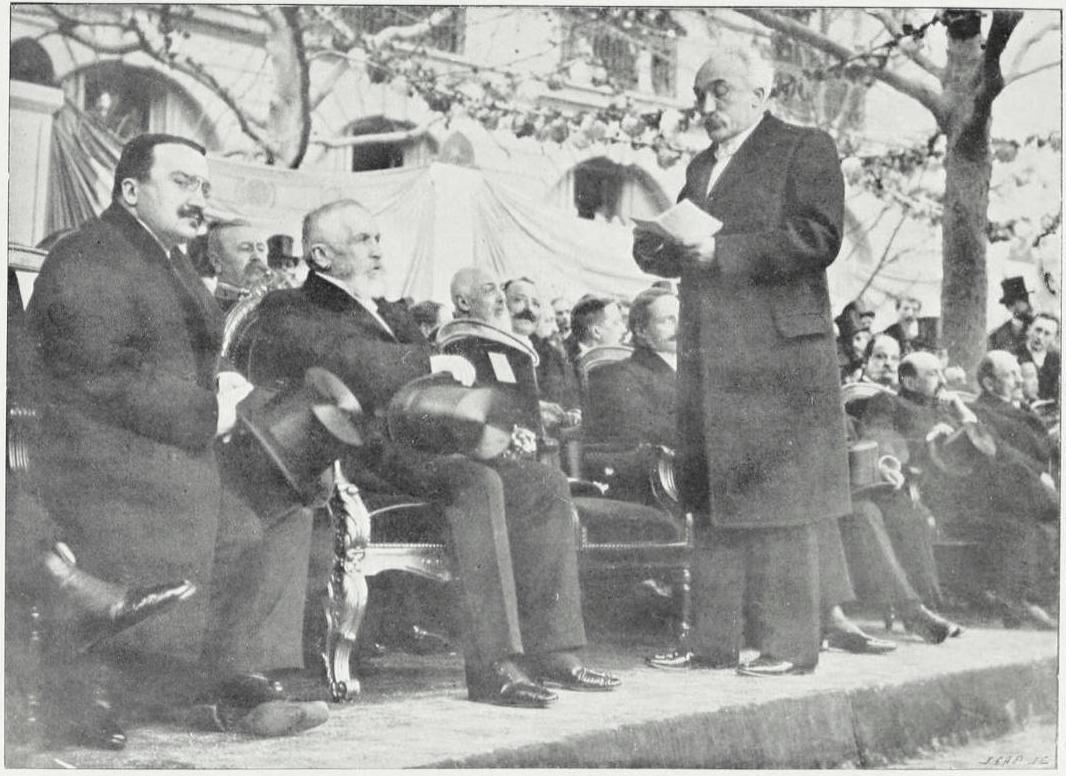
Inauguration du monument de la place Victor-Hugo le 26 février 1902.

- 4-7 février : le premier congrès des Jeunes-Turcs se réunit à Paris[1].
- 9 février : la journée de travail est limitée à 9 heures pour les mineurs[2].
- 15 février : la vaccination antivariolique devient obligatoire[3].
- 26 février : célébration officielle au Panthéon du premier centenaire de Victor Hugo[4].

- 2-4 mars : quatrième Congrès général du Parti socialiste français tenu à Tours[5].
- 24 mars : fondation à Tours du parti socialiste français[6] par les socialistes réformistes (Jean Jaurès, Paul Brousse).
- 1er avril :
  - la durée du temps de travail des mineurs de moins de dix-huit ans, des femmes et des hommes travaillant dans des ateliers mixtes est réduite à 10 heures 30 par jour en application de la loi du 30 mars 1900[7].
  - Pierre Biétry fonde la Fédération nationale des Jaunes de France[8].

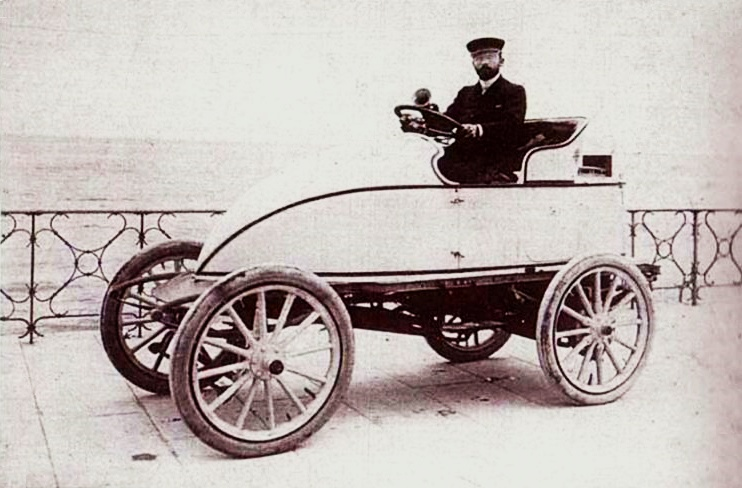
Léon Serpollet le 13 avril 1902, sur Gardner-Serpollet, lŒuf de Pâques.

- 13 avril : l'Œuf de Pâques, voiture à vapeur ovoïde de Léon Serpollet atteint une vitesse de 120,8 km/h sur la promenade des Anglais à Nice, établissement un nouveau record de vitesse terrestre[9].

- 27 avril - 11 mai : victoire du Bloc des gauches aux élections législatives en France[10].

- 6 mai : accident ferroviaire de Moyenneville. Neuf pèlerins belges qui allaient à Lourdes sont tués et 20 blessés[11].
- 8 mai, Antilles françaises : éruption tragique de la Montagne Pelée en Martinique, la ville de Saint-Pierre est complètement détruite[12] (30 000 morts) du fait d’une nuée ardente.
- 12 mai : victime d'un incendie en vol, le ballon dirigeable Pax s'abat avenue du Maine, entraînant la mort du pionnier brésilien de l'aérostation Augusto Severo de Albuquerque Maranhão et du mécanicien français Georges Saché[13].

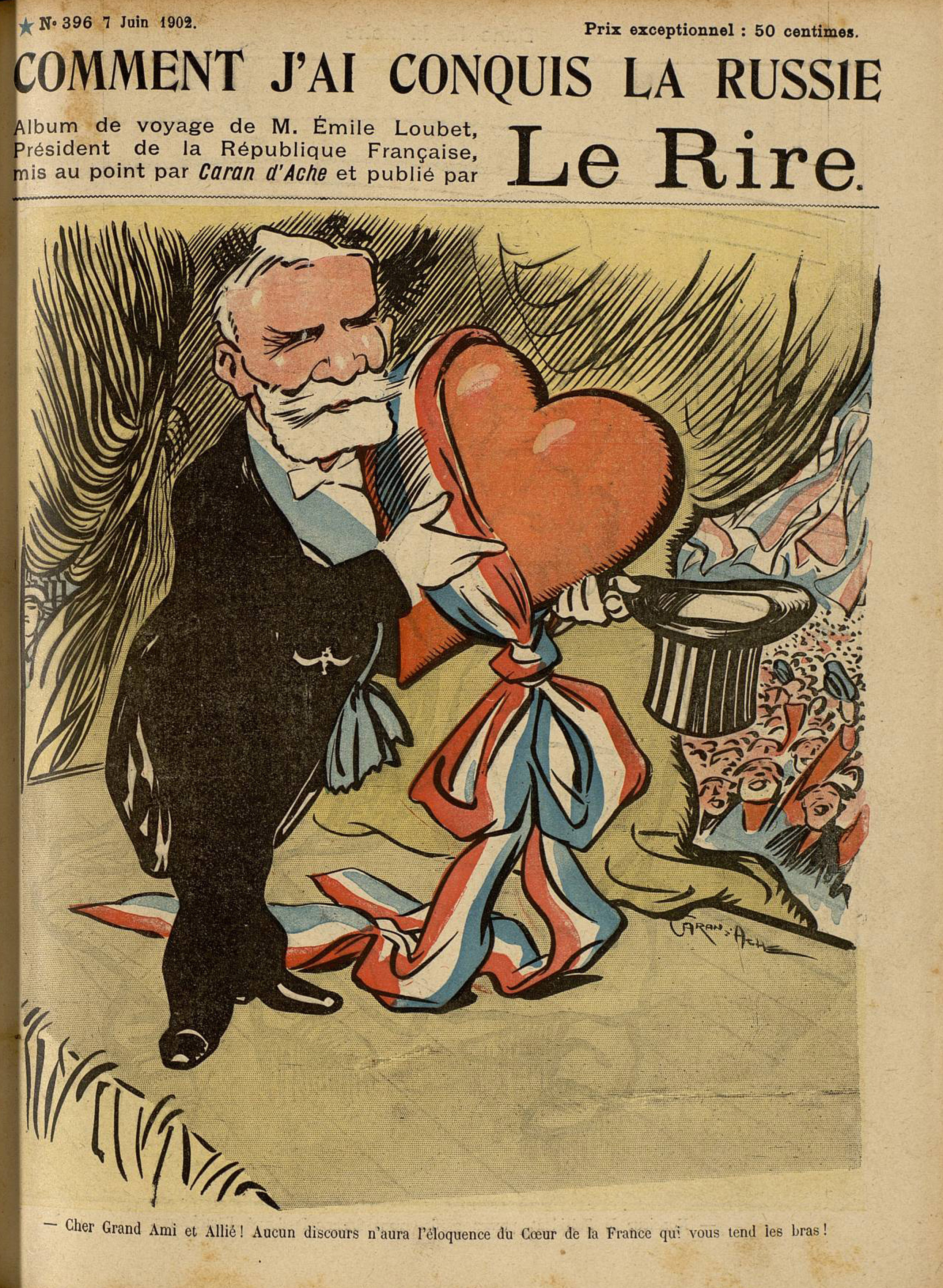
Caran d'Ache. Comment j'ai conquis la Russie. Dans Le Rire, juin 1902.

- 20-22 mai : visite du président Loubet en Russie[14].

- 1er juin : ouverture de la 8e législature ; le radical Léon Bourgeois est élu président provisoire de la Chambre 303 voix contre 267 au modéré Paul Deschanel[14].
- 3 juin : démission du cabinet Waldeck-Rousseau[14].
- 6 juin : le radical Émile Combes est nommé président du Conseil[15].
- 7 juin : gouvernement Émile Combes (fin le 18 janvier 1905)[14]. Les mesures anticléricales sont appliquées avec une rigueur accrue.

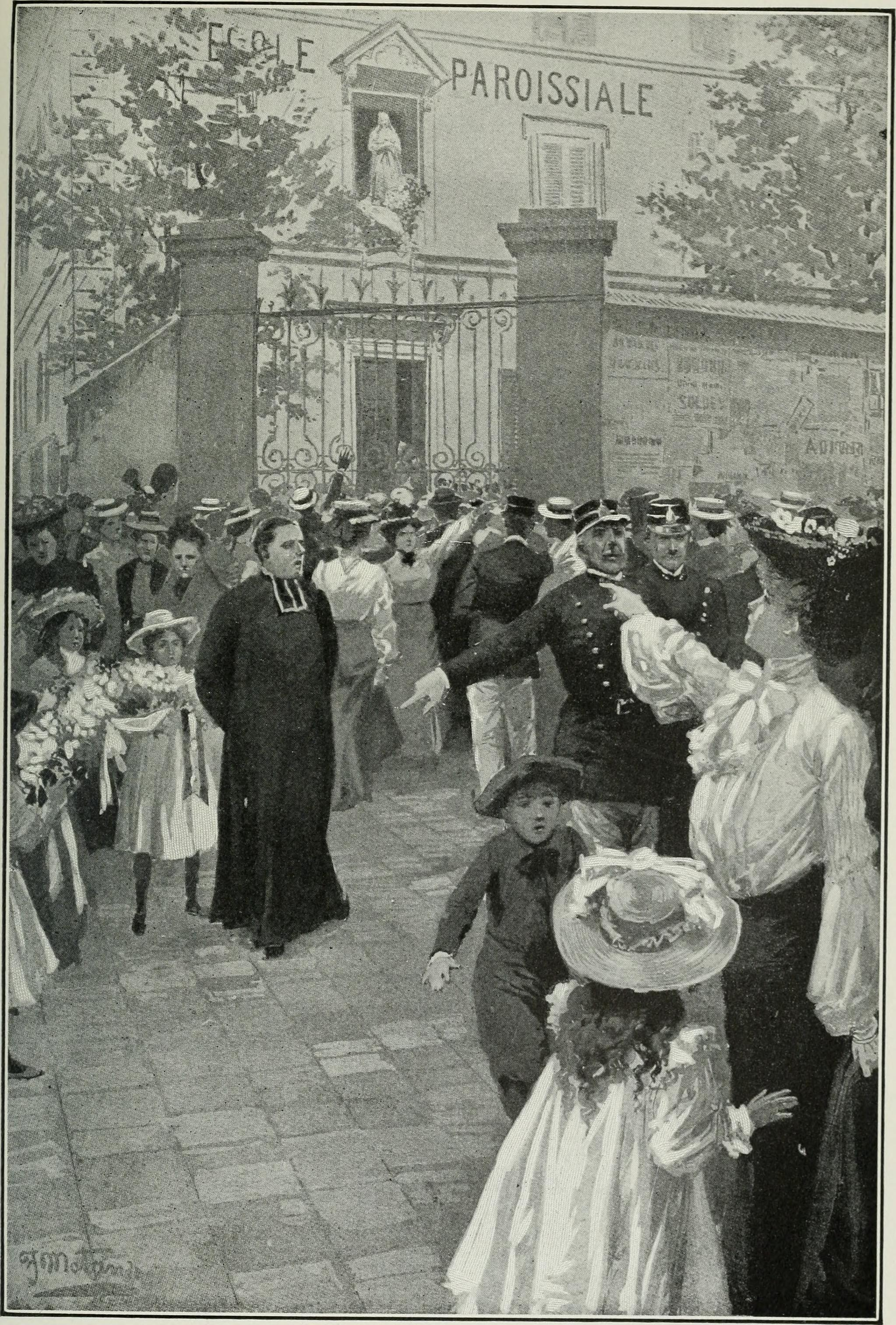
Fermeture des écoles congréganistes.

- 27 juin : décret par lequel Émile Combes ordonne la fermeture des écoles congréganistes fondées après le 1er juillet 1901 et ne répondant pas aux obligations de la loi de 1901[16], soit 120 établissements[14].
- 28 juin : renouvellement de la Triple-Alliance[17].

- 10 juillet :
  - signature des accords secrets Prinetti-Barrère entre l’Italie et la France[18]. Les deux pays s’engagent à respecter la liberté d’action de chacun en Cyrénaïque-Tripolitaine et au Maroc. L’Italie gardera sa neutralité en cas d’agression directe ou indirecte de l’Allemagne contre la France.
  - Émile Combes adresse aux préfets une circulaire imposant de fermer, dans un délai de huit jours, les établissements ouverts avant la loi de juillet 1901 pour lesquels les congrégations n'ont pas sollicité d'autorisation ; plus de 2 500 sont concernées[14].

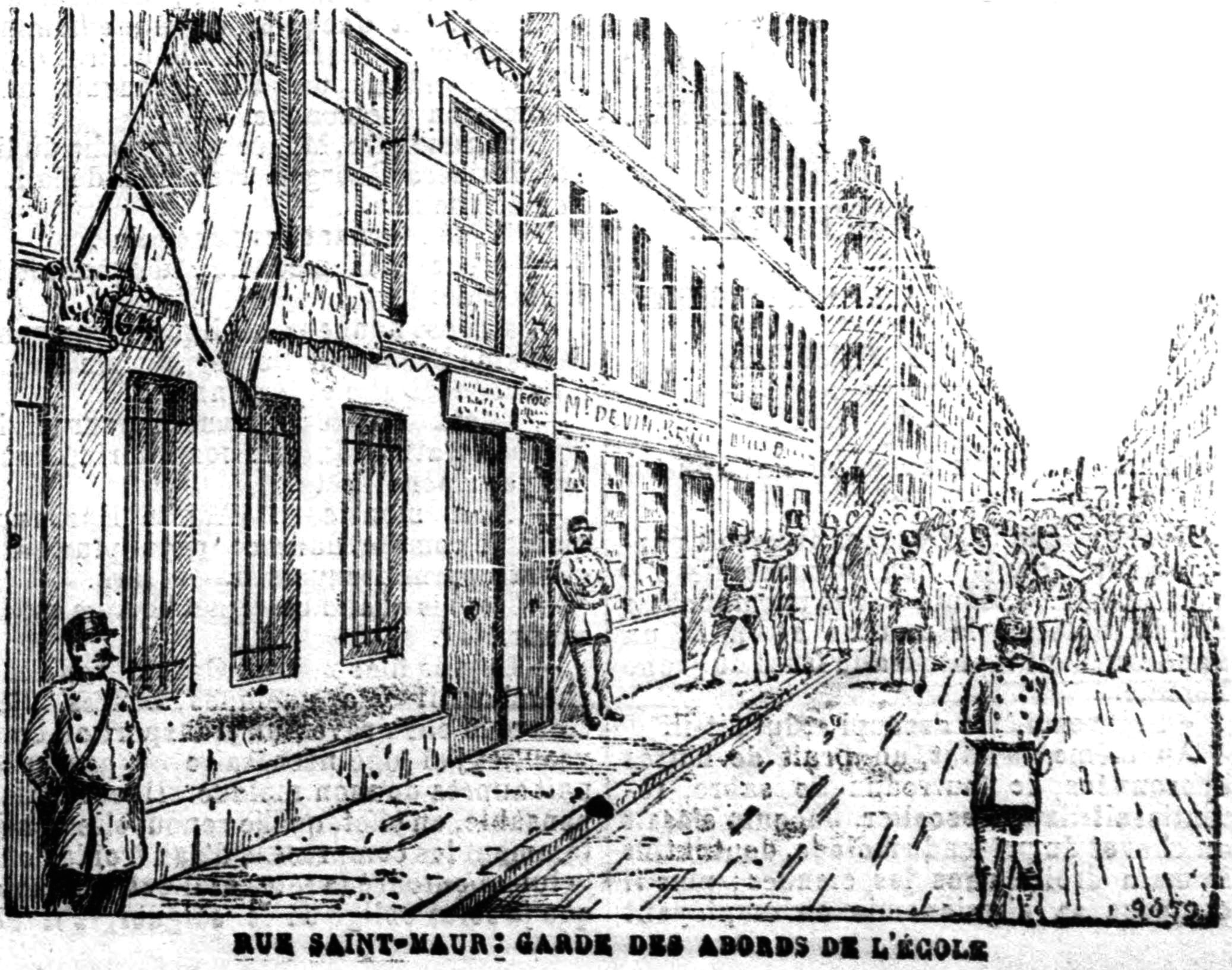
Rue Saint-Maur : garde des abords de l'école. La Patrie, 27 juillet 1902.

- 15 juillet : Jules Girard et l'abbé Duvaux fondent la « Ligue pour la défense de la liberté de conscience » afin de lutter contre les expulsions de congrégations[19].
- 24-31 juillet : l'école des Augustines de Sainte-Marie de la rue Saint-Maur se transforme en une sorte de petit « fort Chabrol » clérical organisé par Jules Girard[19].
- 25 juillet : décret de fermeture des écoles congréganistes fondées avant 1901 dans la Seine et dans le Rhône[14].
- 27 juillet : une manifestation sur la place de la Concorde à Paris contre les décrets Combes organisée par les tenants des écoles confessionnelles réunit plusieurs milliers de personnes[20].

- 1er août : décret du gouvernement Combes ordonnant la fermeture des congrégations en « situation irrégulière »[21].

- 1er septembre : Georges Méliès présente son film Le Voyage dans la Lune au théâtre Robert-Houdin à Paris[22].

- 22-27 septembre : XIIIe congrès national corporatif de la Confédération générale du travail tenu à Montpellier[6]. La CGT développe une voie originale, indépendante des partis, entre réformisme et révolution. La Fédération des bourses du travail fusionne avec la CGT grâce à l'action de Louis Niel[23].
- 26-28 septembre : fondation du parti socialiste de France par les blanquistes et les guesdistes[6].

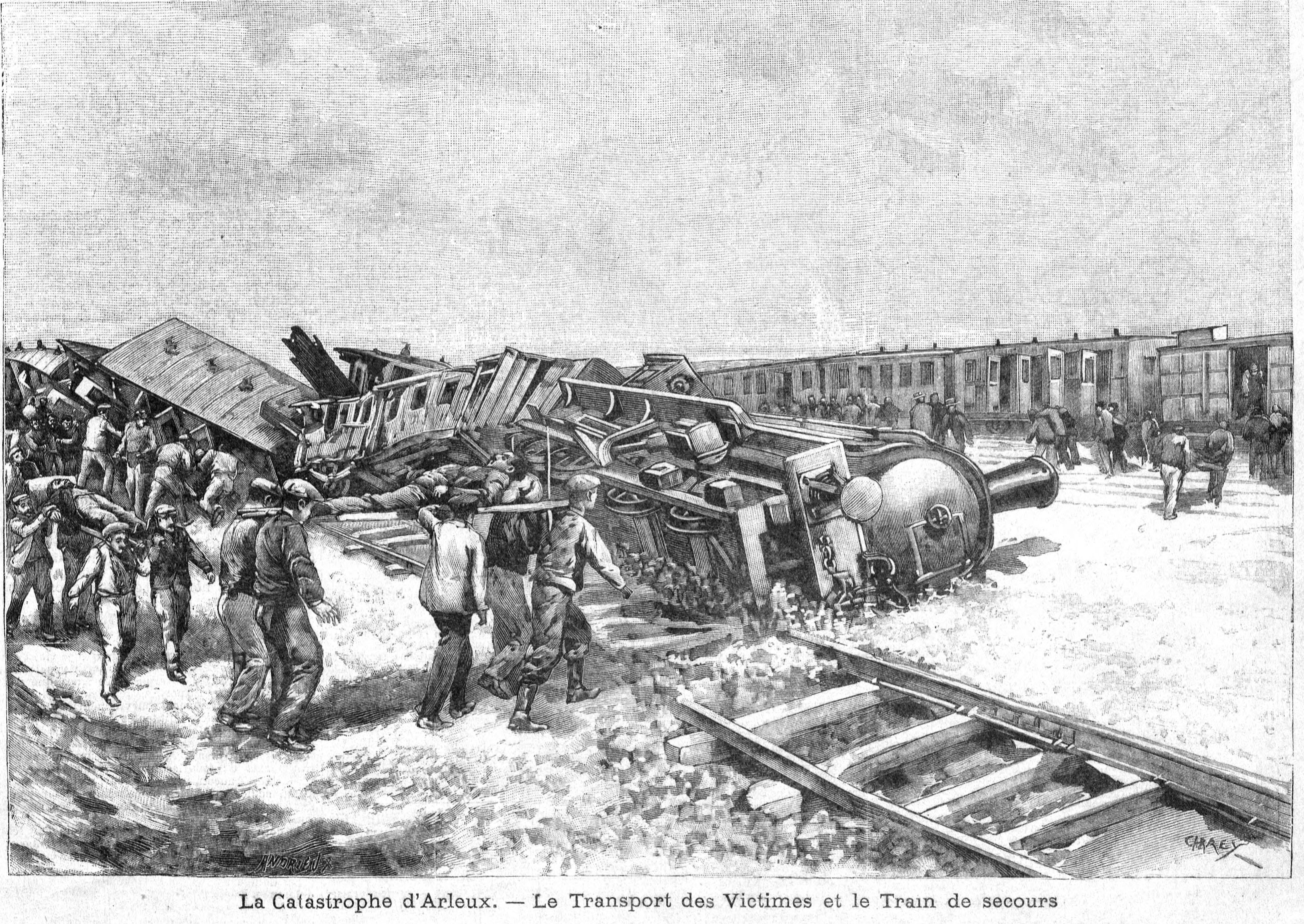
Cathastrophe d'Arleux. Le transport des victimes et le train de secours. Supplément illustré du Petit Parisien.

- 27 septembre : accident ferroviaire d'Arleux[24].
- 29 septembre : mort d'Émile Zola à Paris dans des circonstances mystérieuses[6].

- 5 octobre : funérailles d'Émile Zola au cimetière Montmartre. Anatole France prononce le discours d'adieu : « Il fut un moment de la conscience humaine. »[6]

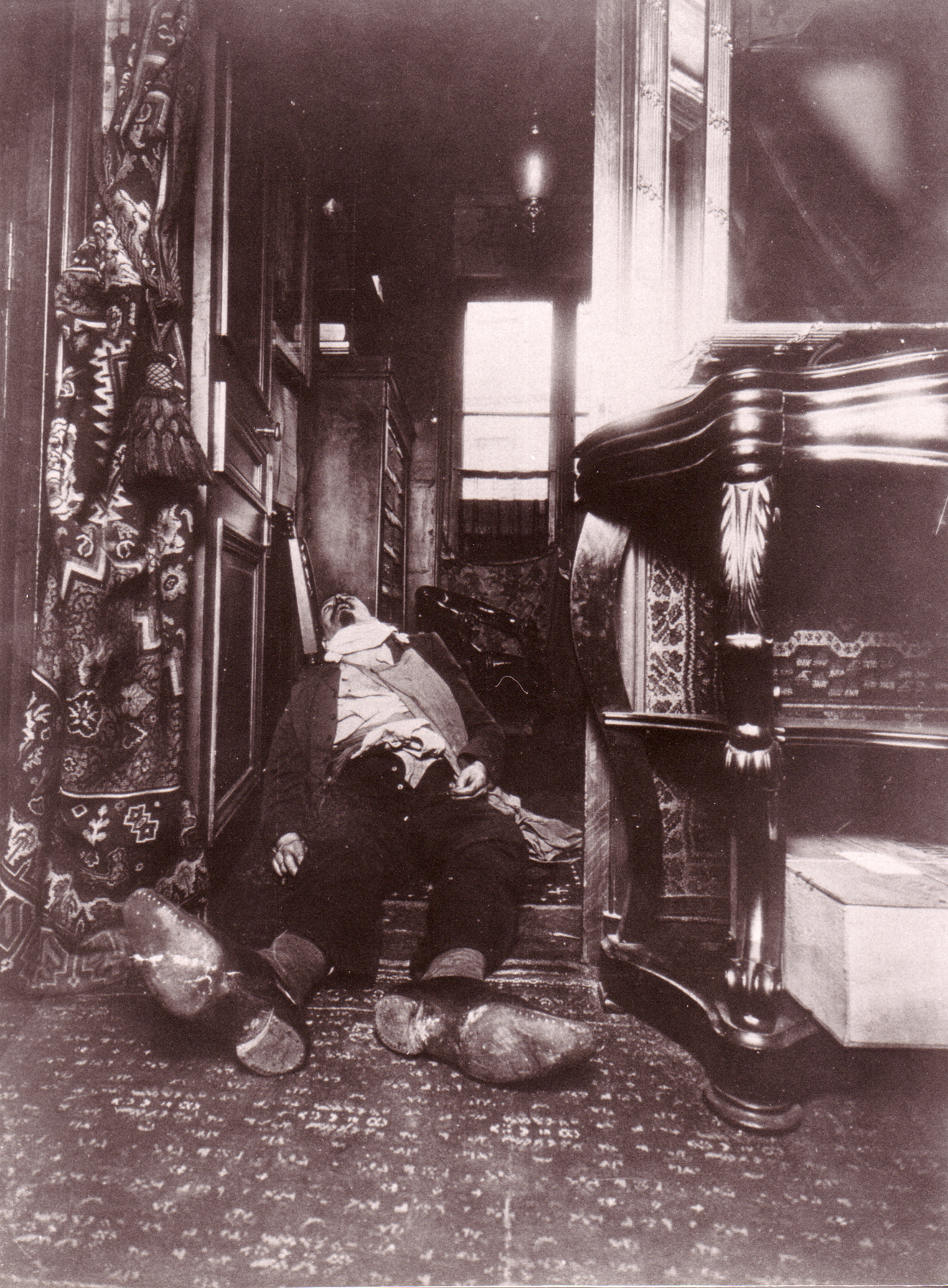
Le corps de Joseph Reibel, victime d'Henri Léon Scheffer tel qu'il fut trouvé le 17 octobre 1902 au 157 rue du Faubourg Saint-Honoré à Paris.

- 17 octobre : affaire Scheffer ; le dentiste Auguste Alaux découvre le cadavre de son domestique Joseph Reibel au 157 de la rue du Faubourg Saint-Honoré à Paris. Le meurtrier, Henri-Léon Scheffer, est arrêté le 26 octobre à Marseille. C'est la première identification par l'empreinte digitale, effectuée par Alphonse Bertillon[25].
- 24 octobre : première de la revue « Les Joyeux Nègres » de M. et Mme Elks au Nouveau cirque à Paris, pantomime qui marque le début de la popularité en France d'une danse américaine, le cake-walk[26].

- 1er et 2 novembre : formation de l'« Association nationale des libres-penseurs de France » présidée par Ferdinand Buisson[27].
- 8 novembre : création de la société chimique L'Air liquide, société pour l'étude et l'exploitation des procédés Georges Claude mis au point le 25 mai[28].

- 2 décembre : arrêt Société immobilière de Saint-Just rendu par le Tribunal des conflits[29].

## Naissances en 1902
- 11 janvier : Maurice Duruflé, organiste et compositeur français († 16 juin 1986).
- 29 mars : Marcel Aymé, écrivain († 14 octobre 1967).
- 5 avril : Maurice Ponte, physicien français, membre de l'Académie des sciences. († 26 septembre 1983).
- 9 juillet : André Coudrat à Châtillon-sur-Loire, doyen des Français du 11 janvier 2011 à sa  mort le 3 avril 2012 à Beaune-la-Rolande.

## Décès en 1902
- 30 avril : Xavier de Montépin, 79 ans, écrivain français. (° 18 mars 1823).
- 8 août : James Tissot, peintre et graveur français (° 15 octobre 1836).
- 29 septembre : Émile Zola, 62 ans, écrivain français. (° 2 avril 1840).